# Pingasa atropa
Pingasa atropa là một loài bướm đêm trong họ Geometridae.